# Lekeberg
Lekeberg è un comune svedese di 7 127 abitanti, situato nella contea di Örebro. Il suo capoluogo è la cittadina di Fjugesta.

## Località
Nel territorio comunale sono comprese le seguenti aree urbane (tätort):
- Fjugesta (capoluogo)
- Lanna
- Mullhyttan

## Amministrazione

### Gemellaggi
- Leisi
- Tårnby